# Przybitka

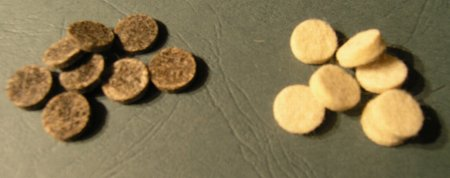
Przybitki do broni rozdzielnego ładowania (po lewej filc nasączany, po prawej filc wełniany)

Przybitka – element oddzielający ładunek miotający od pocisku w broni palnej

## W broni rozdzielnego ładowania
W historycznej broni odprzodowej opartej na systemie rozdzielnego ładowania przybitka stanowiła element wciskany do lufy, pomiędzy ładunkiem miotającym a pociskiem. Zapobiegała bezpośredniemu oddziaływaniu płomienia odpalonego ładunku na ołowiany pocisk, redukując ryzyko nadtopienia pocisku i zaołowienia przewodu lufy. Ubijanie ładunku z przybitką przy użyciu stempla (pobojczyka) zagęszczało ładunek i zwiększało energię jego eksplozji. Przybitki wykonywano z różnych materiałów, np. kawałków tkaniny, papieru, filcu, grubej tektury lub podobnych materiałów w formie krążków o średnicy zbliżonej do kalibru lufy. Wraz z unowocześnieniem systemu ładowania rozdzielnego i wprowadzeniem papierowych patronów funkcję przybitki zaczęła pełnić papierowa tuleja naboju wciskana do lufy wraz z pociskiem po wysypaniu z niej prochu. Kształt i jakość materiału, z którego wykonywano przybitki, miała wpływ na celność oddanego strzału.

## W nabojach zespolonych

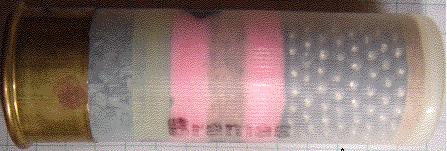
Śrutowy nabój zespolony stosowany w strzelbach. Wewnątrz widoczne od lewej: proch bezdymny, kilka warstw przybitek, śrut ołowiany i zatyczka

W śrutowych nabojach zespolonych przybitka pełni funkcję uszczelnienia przewodu lufy, tak by gazy prochowe nie wyciekały bokiem, lecz cała ich energia służyła nadaniu wiązce śrutu maksymalnej prędkości. Dawniej wykonywana była z filcu, obecnie najczęściej z włóknin syntetycznych lub tworzyw sztucznych w formie koszyka z uszczelnionym dnem.